# Улькен-Наринський район
Ульке́н-Нари́нський район (каз. Үлкен Нарын ауданы, рос. Улькен-Нарынский район) — адміністративна одиниця у складі Східноказахстанської області Казахстану. Адміністративний центр — село Улькен-Нарин.

## Населення
Населення — 11709 осіб (2021; 14720 у 2009, 21769 у 1999, 24422 у 1989).

## Історія
Большенаримський район був утворений 9 січня 1935 року із частин Зиряновського, Катон-Карагайського та Курчумського районів. До його складу увійшли 21 сільрада: Большенаримська, Бурановська, Джулдузька, Єгістобинська, Кокозецька, Малокрасноярська, Малонаримська, Новоберезовська, Новополяковська, Огньовська, Орджонікідзевська, Сіннівська, Солдатовська, Солоновська, Трушніковська, Ульяновська, Усть-Наримська, Уш-Тобинська, Хайрузовська, Укорська та Яранська. 13 серпня 1954 року відбулось укрупнення сільрад: Бурановська приєднана до Большенаримської, Єгістобинська та Кок-Озецька — до Жулдузької, Маймирська, Орджонікідзевська, Уштобинська, Яринська — до Новоберезовської, Малонаримська — до Солоновської, Огньовська — до Ульяновської, Уркерська, Усть-Наримська — до Хайрузовської.
2 січня 1963 року на базі району утворено Большенаримський сільський район, до якого була приєднана територія ліквідованого Катон-Карагайського району. До складу району входили 15 сільрад: Білівська, Большенаримська, Жулдузька, Катон-Карагайська, Маркська, Медведська, Новоберезовська, Новополяковська, Сіннівська, Солдатовська, Солоновська, Ульяновська, Урильська, Хайрузовська та Черновинська. 4 грудня 1970 року був відновлений Катон-Карагайський район, до якого відійшли 7 сільрад: Білівська, Джамбульська, Катон-Карагайська, Маркська, Медведська, Урильська та Черновинська. 1 червня 1976 року була ліквідована Ульяновська сільрада.
23 травня 1997 року Большенаримський район був ліквідований, територія відійшла до складу Катон-Каргайського району, однак центром стало село Большенаримське. 28 грудня 2023 року було прийнято рішення, що з 1 січня 2024 року Катон-карагайський район буде відновлено, а на території колишнього Большенаримського району було утворено Улькен-Наринський район.

## Склад
До складу району входять 6 сільських округів:
| Поселення                         | Площа, км² | Населення, осіб (1989) | Населення, осіб (1999) | Населення, осіб (2009) | Населення, осіб (2021) | Центр           | Населені пункти |
| --------------------------------- | ---------- | ---------------------- | ---------------------- | ---------------------- | ---------------------- | --------------- | --------------- |
| Алтинбельський сільський округ    | -          | 3566                   | 3297                   | 2209                   | 1675                   | Алтинбел        | 4               |
| Новополяковський сільський округ  | -          | 2289                   | 1964                   | 1214                   | 706                    | Новополяковка   | 4               |
| Новохайрузовський сільський округ | -          | 3009                   | 2460                   | 1518                   | 970                    | Ново-Хайрузовка | 4               |
| Солдатовський сільський округ     | -          | 1244                   | 1059                   | 931                    | 722                    | Солдатово       | 1               |
| Солоновський сільський округ      | -          | 2767                   | 2561                   | 2044                   | 1313                   | Солоновка       | 2               |
| Улькен-Наринський сільський округ | -          | 11547                  | 10428                  | 6804                   | 6323                   | Улькен-Нарин    | 6               |

## Найбільші населені пункти
Населені пункти з чисельністю населення понад 1000 осіб:
| № | Населений пункт | Населення, осіб (1989) | Населення, осіб (1999) | Населення, осіб (2009) | Населення, осіб (2021) |
| - | --------------- | ---------------------- | ---------------------- | ---------------------- | ---------------------- |
| 1 | Улькен-Нарин    | 8292                   | 7352                   | 5095                   | 5236                   |